# ماركو أوسبيتالييري
ماركو أوسبيتالييري (6 أبريل 1992 بماسميخيلين في بلجيكا - ) هو لاعب كرة قدم بلجيكي في مركز الوسط. لعب مع إف سي آيندهوفن ونادي آيندهوفن وفورتونا سيتارد وMVV Maastricht ‏.

## روابط خارجية
- ماركو أوسبيتالييري على موقع قاعدة بيانات كرة القدم.إي يو (الإنجليزية)
- ماركو أوسبيتالييري على موقع Soccerway.com (الإنجليزية)